# 지요탄다 미쓰루
지요탄다 미쓰루(일본어: 千代反田 充, 1980년 6월 1일 ~ )는 일본의 전 축구 선수이다.

## 구단 경력
과거 아비스파 후쿠오카, 알비렉스 니가타, 나고야 그램퍼스, 주빌로 이와타, 도쿠시마 보르티스에서 활동하였다.